# Rimanóczy Szálló és Gőzfürdő
A Rimanóczy szálló és gőzfürdő Nagyváradon található. A Körös-partra néző szárny 1892-ben épült fel, majd 1900-ban megépült a Iosif Vulcan  utcai épületegyüttes, az emeleten lévő  kibővített szárnnyal, és a földszintjén elhelyezkedő Royal kávéházzal. A romániai műemléke jegyzékében helyi jelentőségű műemlékként szerepel, azonosítója BH-II-m-B-01057.
Az épület eklektikus stílusú, de helyenként klasszicista vagy neoreneszánsz elemeket is felfedezhetünk rajta. Az egykori Royal kávéház helyén lévő vendéglő még most is őrzi a szecessziós vonásokat.

## Története
1891-ben id. Rimanóczy Kálmán, nagyváradi építész egy korszerű szállodával ellátott kád- és gőzfürdő építésébe fogott a Körös partjának mentén. A Nagyvárad 1891. február 21-i száma adta hírül, hogy „Rimanóczy Kálmán kitűnő építészünk oly terv kivitelén fáradozik, melyet városunk közönsége általános érdeklődéssel kisér. Mint már említettük , a Kis Komló és Fiume kávéház helyén az idén nagyszabású kád- és gőzfűrdő fog épülni: masage- és villanygyógymóddal egybekapcsolva. A fűrdő beosztása és berendezése minden részben olyan lesz, hogy a legkényelmesebb igényeknek meg fog felelni...”. Ugyanez a lap májusban már arról számolt be, hogy a fürdő „gőzerővel épül”. Ez év júniusában az első emeletnél tartottak, szeptemberben már a kétemeletes épület tetőzete is készen lett. A fürdőt 1892. október 1-jén nyitották meg, egyszerre a 27 szobás szállodával. Az épület Bémer térre néző oldalán a tetőzet gerincén a RIMANÓCZY GŐZFÜRDŐ felirat állt.
„Rimanóczy Kálmán építész 67 ezer forintért vásárolta meg a szálloda közvetlen közelében lévő Imre János féle emeletes házat, melyben a Magyar Király kávéház van elhelyezve” – tudatta a Nagyvárad 1893. július 7-i száma. Rimanóczy Kálmán a szálloda jó működése érdekében, megvásárolta Imre János szomszédos telken lévő házát, azonban lebontatni és új palotát építettni csak nyolc év után sikerült. A régi ház bontását 1900 februárjában kezdték el, a szálloda Bémer térre néző , 25 szobából álló szárnya pedig 1900. októberére már el is készült, a földszinten lévő díszes Royal kávéházzal, amelyet 1900. október 15-én nyitottak meg. A bérlő még ugyanez év őszén kérte a várostól, hogy a kávéház elé kerthelyiséget rendezhessen be. A Royal ekkor nagy látványosságnak számitott, a korabeli feljegyzések szerint a budapesti New York kávéházra emlékeztető volt.
A szállodán 1904-ben nagy átalakításokat végeztek. Új lépcsőházat építettek, ezzel egyidejűleg felszámolták a Bémer tér irányába kiugró, az étterembe vezető előszobát, hogy ott egy tágas éttermet létesítsenek. Az emeletről a kádas fürdők lekerültek a földszintre, ott a fürdőrész külön bejáratot kapott. Fent a kádas fürdők helyén is elegáns szobák létesültek.
Hat éven át vezette a Royalt tulajdonosként Rendes Szidor, Rendes Vilmos építészmérnök testvére. 1906-ban,  amikor sikertelenül pályázta meg a pesti Vigadót, visszavonult, és a Royalt pedig ettől kezdve Fodor Izsó vette át. 1909-ben új bérlője lett a kávéháznak Palotay Armand és Schwarz Béla személyében.
Rimanóczy Kálmán végrendeletében megfogalmazta akaratát, ami szerint a szálló és gőzfürdő a város kezére száll, mindig meg kell tartsa alkotója nevét, és a bevételt, amit a működtetéséből nyernek, a szegények és rászorulók megsegítésére kell fordítani.
1989 után, a rendszerváltást követően, az egykori gőzfürdőt a beköltöző Tiriac Bank vette meg. Itt volt még a Szedosz Nagyváradi Étterem is, napjainkban pedig  az Arany Hordó (Butoiul de Aur) elnevezésű étterem található benne.

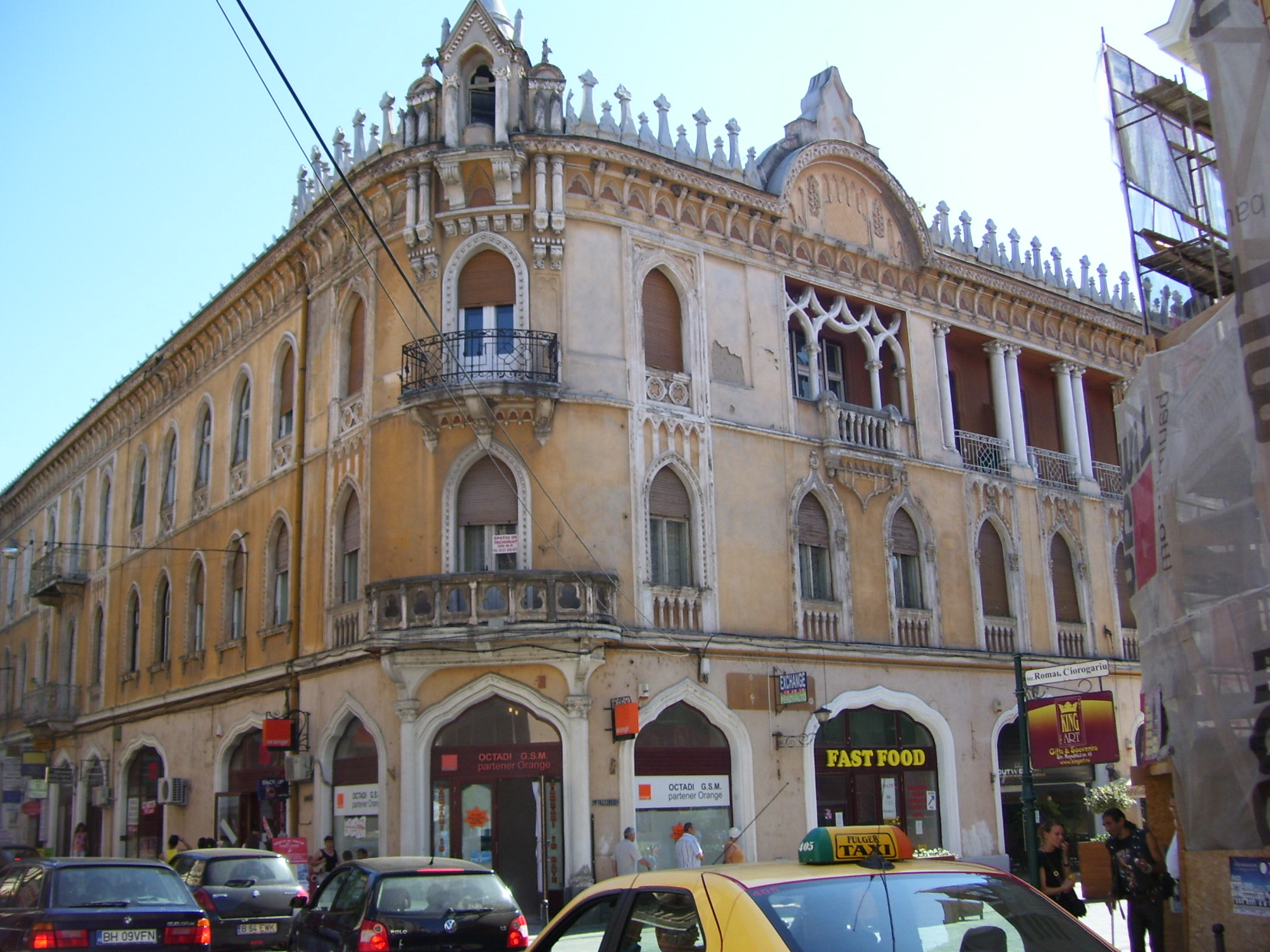
A Körös-part felől